# Florent Çeliku
Florent Çeliku (geb. 1968; gest. 2014) war ein albanischer Diplomat und eine Persönlichkeit des Islams. Er war stellvertretender Außenminister seines Landes. Er war Botschafter seines Landes in Polen und starb im Alter von nur 45 Jahren. Er war einer der Unterzeichner der Botschaft aus Amman (Amman Message).